# Largo da Gente Sergipana
O Largo da Gente Sergipana é um monumento localizado em Aracaju, Sergipe, Brasil, que homenageia os movimentos culturais e a identidade do povo sergipano.
O monumento consiste num total de oito estátuas, que representam, cada uma, diversas manifestações folclóricas típicas.
Os artistas plásticos Félix Sampaio e Tatti Moreno foram responsáveis pelas esculturas com a chancela de intelectuais locais, tais como Aglaé Fontes e Josevanda Mendonça, respectivamente, pesquisadora e historiadora.
O local é uma instalação artística urbana, que, de acordo com especialistas, está integrado à paisagem natural do Rio Sergipe e ao Centro Histórico de Aracaju, dialogando conceitualmente com o acervo do Museu da Gente Sergipana. O largo foi projetado pelo arquiteto e urbanista Ézio Déda.
Entre as manifestações representadas, estão os Lambe Sujos e Caboclinhos, os Bacamarteiros, o Cacumbi, os Parafusos, o Reisado, a Chegança, a Taieira, a Dança de São Gonçalo, além do Barco de Fogo.

## Polêmicas
Pouco antes da inauguração, o Largo da Gente Sergipana causou polêmica por boatos em redes sociais, que criticavam os gastos e o significado cultural das esculturas.
De acordo com pesquisa do Instituto Datalô, a maioria dos sergipanos não ficaram satisfeitos com o valor despendido na montagem das esculturas folclóricas. Na época, 63% dos internautas consultados considerou que houve desperdício de verbas públicas.
A esse respeito, o então governador Jackson Barreto, disse: “A obra é tão grandiosa e valorosa, dialoga com nosso povo e nossas raízes, que falar em valor é uma falta de visão e compromisso com a história do sergipano. O Governo investiu R$ 2 milhões e a outra parte veio do Instituto Banese que possui recursos destinados à cultura, que não podem ser usados em outras áreas. Na época de Déda, o Instituto Banese fez o Museu da Gente, e agora conosco, fez o Largo”.
Na visão de Jackson Barreto, as críticas partiram de pessoas que não tinham
simpatia pela sua gestão e desconheciam a cultura popular. Ainda, questionou os motivos das críticas e revelou enxergar preconceito com a cultura do povo.